# Svída bílá
Svída bílá (Cornus alba) je opadavý keř se živě červenými letorosty a vstřícnými jednoduchými listy. Pochází z Asie, v České republice je běžně pěstována jako okrasná dřevina.

## Popis
Svída bílá je 1,5 až 3 metry vysoký keř s dlouhými prutovitými větvemi. Větve bývají nápadně červeně zbarvené, jsou zpravidla vzpřímené, rovné a nekořenující. Listy jsou vstřícně postavené, krátce až dlouze zašpičatělé, na bázi klínovité až zaokrouhlené. Čepel je eliptická až široce vejčitá, s 4 až 7 páry postranních žilek. Na líci jsou listy živě zelené a roztroušeně přitiskle chlupaté, na rubu nasivělé, hustě chlupaté dvouramennými přitisklými chlupy. Květy jsou bílé, v 3 až 5 cm širokém, plochém až slabě vypouklém květenství. Kvete v květnu až červenci. Plody jsou namodralé nebo bělavé, vejcovité, 7 až 8 mm dlouhé peckovice. Pecka je elipsoidní, podlouhlá, na obou koncích zašpičatělá.

Přirozený areál rozšíření svídy bílé sahá od severovýchodní části evropského Ruska po Dálný východ, Japonsko, Mongolsko a severovýchodní Čínu. Obvykle roste ve smíšených a jehličnatých lesích a podél vodních toků v nadmořské výšce 600 až 2700 m. Ač je u nás často pěstována, k samovolnému zplaňování nedochází.
Od podobné svídy krvavé se mimo barvy plodů liší především charakterem žilnatiny listů, od svídy výběžkaté zbarvením spodní strany listů, tvarem pecek plodů a především přímými nekořenujícími větvemi.

## Využití
Svída bílá patří mezi často pěstované ozdobné keře. Do kultury byla zavedena v roce 1741. Pěstuje se v celé řadě kultivarů, např. s bíle panašovanými listy ('Argenteomarginata', 'Elegantissima' aj.), se žlutě panašovanými listy ('Gouchaultii'), žlutolisté ('Aurea'). Sytě červené větve a načervenalé listy má kultivar 'Kesselringii'.
Semena obsahují až 30 % oleje, který je průmyslově využíván.

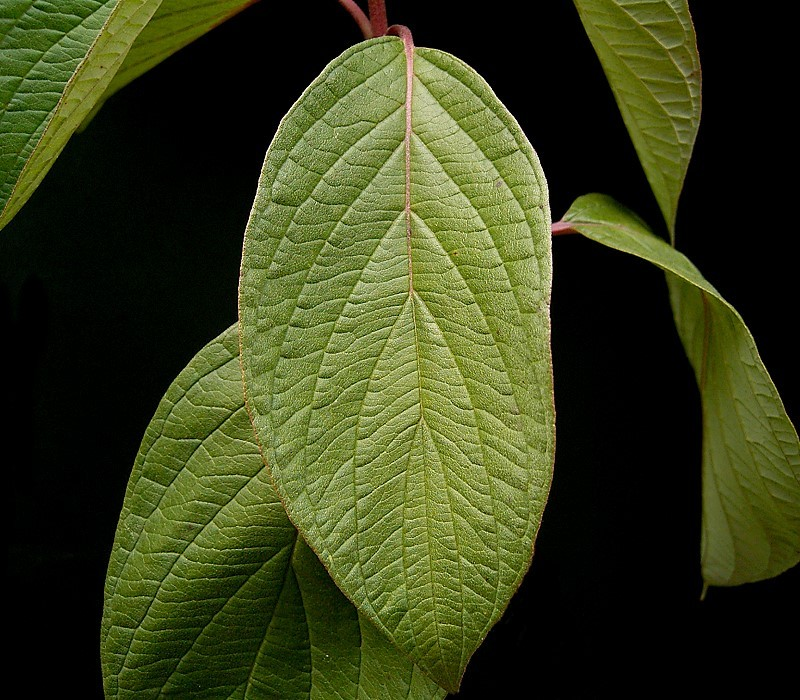
Detail listu svídy bílé
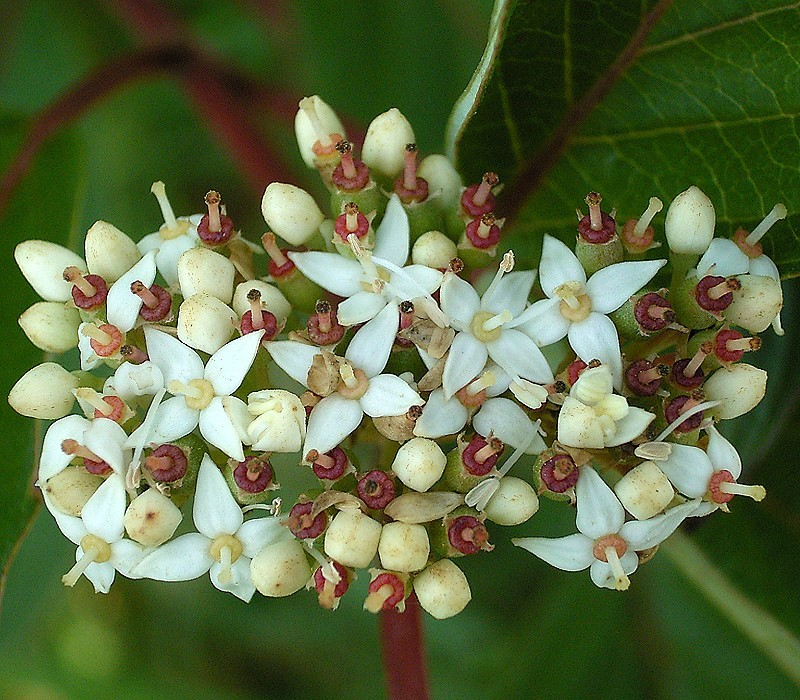
Květenství
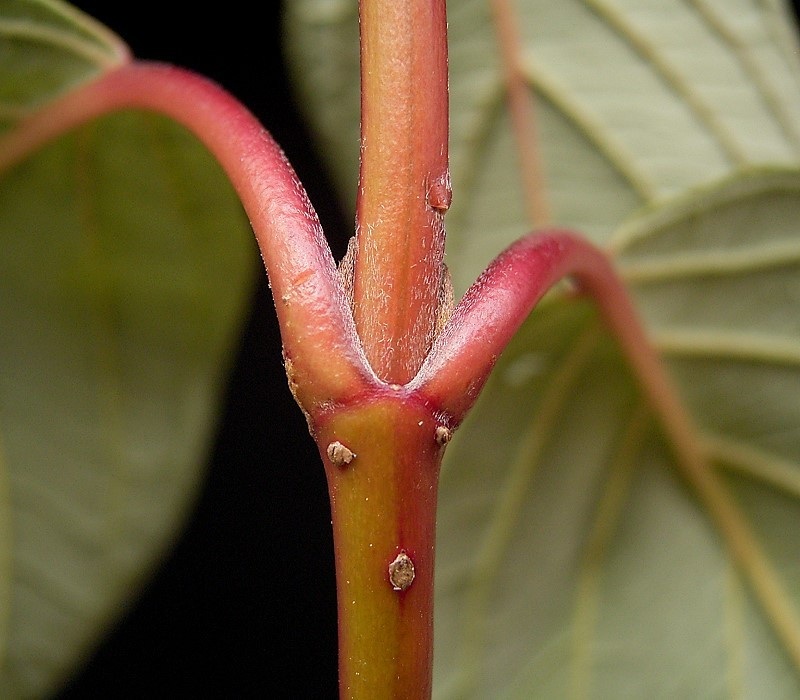
Detail větévky
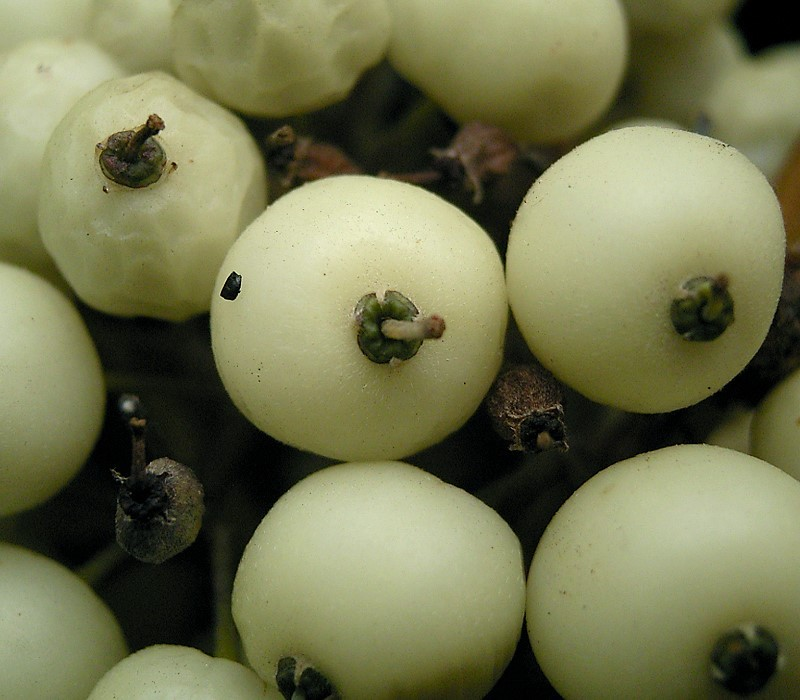
Zralé peckovice